# Callidula aureola
Callidula aureola is een vlinder uit de familie van de Callidulidae. De wetenschappelijke naam van de soort is voor het eerst geldig gepubliceerd in 1905 door Swinhoe.